# Ultimate L.A. Guns
Ultimate L.A. Guns är ett samlingsalbum av L.A. Guns som innehåller nyinspelningar och live-versioner av deras största hits.

## Låtlista
1. "Slap In The Face"
2. "Sex Action"
3. "Ritual"
4. "Electric Gypsy"
5. "Ballad Of Jayne"
6. "Nothing Better To Do" (Live)
7. "Over The Edge" (Live)
8. "One More Reason" (Live)
9. "Time"
10. "Long Time Dead" (Live)
11. "Never Enough"
12. "Face Down" (Live)
13. "Bitch Is Back" (Live)
14. "My Michelle"
15. "Kiss My Love Goodbye" (Live)
16. "Letting Go"
17. "Disbelief"
18. "Wheels Of Fire"
19. "Give A Little"
20. "Rip And Tear"